# Нинова, Виолета
Виолета Николаева Нинова (болг. Виолета Николаева Нинова; род. 19 августа 1963, София), в замужестве Йорданова (болг. Йорданова) — болгарская гребчиха, выступавшая за сборную Болгарии по академической гребле в 1980-х и 1990-х годах. Бронзовая призёрка летних Олимпийских игр в Сеуле, чемпионка мира, обладательница серебряной медали регаты «Дружба-84», победительница и призёрка регат национального значения.

## Биография
Виолета Нинова родилась 19 августа 1963 года в Софии, Болгария. Занималась академической греблей в столичном гребном клубе «Левски».
Первого серьёзного успеха на взрослом международном уровне добилась в сезоне 1983 года, когда вошла в основной состав болгарской национальной сборной и побывала на чемпионате мира в Дуйсбурге, откуда привезла награду бронзового достоинства, выигранную в зачёте парных рулевых четвёрок.
Рассматривалась в числе основных кандидаток на участие в Олимпийских играх 1984 года в Лос-Анджелесе, однако Болгария вместе с несколькими другими странами социалистического лагеря бойкотировала эти соревнования по политическим причинам. Вместо этого Нинова выступила на альтернативной регате «Дружба-84» в Москве, где выиграла серебряную медаль в парных рулевых четвёрках, уступив в финале только команде Советского Союза.
В 1985 году на мировом первенстве в Хазевинкеле стала бронзовой призёркой в парных двойках.
На чемпионате мира 1986 года в Ноттингеме попасть в число призёров не смогла, показала в парных двойках четвёртый результат.
В 1987 году на мировом первенстве в Копенгагене одержала победу в парных двойках.
Благодаря череде удачных выступлений удостоилась права защищать честь страны на Олимпийских играх 1988 года в Сеуле — в программе парных двоек вместе с напарницей Стефкой Мадиной в финальном решающем заезде пришла к финишу третьей, пропустив вперёд экипажи из Восточной Германии и Румынии — тем самым завоевала бронзовую олимпийскую медаль.
После сеульской Олимпиады Нинова осталась в составе гребной команды Болгарии на ещё один олимпийский цикл и продолжила принимать участие в крупнейших международных регатах. При этом она вышла замуж и на дальнейших соревнованиях выступала под фамилией мужа Йорданова.
В 1990 году стартовала в двойках и четвёрках на чемпионате мира в Тасмании — в обеих дисциплинах финишировала в финале шестой.
В 1991 году в одиночках заняла пятое место на этапе Кубка мира в Италии, тогда как в четвёрках показала пятый результат на мировом первенстве в Вене.
Находясь в числе лидеров болгарской национальной сборной, благополучно прошла отбор на Олимпийские игры 1992 года в Барселоне — в парных одиночках сумела квалифицироваться лишь в утешительный финал B и расположилась в итоговом протоколе соревнований на десятой строке. Вскоре по окончании этих соревнований приняла решение завершить спортивную карьеру.
Впоследствии проявила себя как спортивный функционер, занимала должность председателя в своём гребном клубе «Левски», находилась на посту генерального секретаря Федерации гребного спорта Болгарии.